# Faizpur
Faizpur è una città dell'India di 23.690 abitanti, situata nel distretto di Jalgaon, nello stato federato del Maharashtra. In base al numero di abitanti la città rientra nella classe III (da 20.000 a 49.999 persone).

## Geografia fisica
La città è situata a 21° 10' 0 N e 75° 50' 60 E e ha un'altitudine di 225 m s.l.m..

## Società

### Evoluzione demografica
Al censimento del 2001 la popolazione di Faizpur assommava a 23.690 persone, delle quali 12.287 maschi e 11.403 femmine. I bambini di età inferiore o uguale ai sei anni assommavano a 3.065, dei quali 1.572 maschi e 1.493 femmine. Infine, coloro che erano in grado di saper almeno leggere e scrivere erano 17.649, dei quali 9.870 maschi e 7.779 femmine.